# Boris Baum
Pour les articles homonymes, voir Baum.
Boris Baum, né à Paris le 15 décembre 1987, est un réalisateur, acteur, producteur et scénariste français d'origine russe.

## Enfance et formation
Il fait ses études au Lycée français de Pondichéry en Inde et à Alicante en Espagne. En 2007 il joue dans la pièce L'Échappée belle en France et en Espagne avec laquelle il remporte les Rencontres théâtrales méditerranéennes. Il ne revient à Paris qu'en 2008 et intègre l'Atelier international de théâtre Blanche Salant où il découvre l'approche américaine de l'Actors Studio. Il est repéré par son agent Myriam Bru. Il fonde alors avec Clémence Le Helloco la compagnie de théâtre Les Parallèles.
En 2014, il sort son premier film  au cinéma intitulé Une braise sur la neige avec Xavier Gallais, Chiara Capitani et Johan Libéreau dans les rôles principaux. En 2019 il produit le documentaire Damascus, de Myrna Nabhan tourné en Syrie pendant le conflit. En 2021 il finalise le long métrage Bula en coproduction avec le Brésil.

## Filmographie

### Réalisateur
- 2021 : Bula[4],[5]
- 2014 : Une braise sur la neige[6]

### Producteur
- 2021 : Bula de Boris Baum[7]
- 2020: 11.11.18 VR (sélectionné au festival du film de Tribeca)
- 2017 : Damascus de Myrna Nabhan[7]
- 2017 : Julian de Maxime Fauconnier[7]
- 2014 : Une braise sur la neige[7]

### Acteur
- 2014 : Alice Nevers : Le juge est une femme :  Simon Castel
- 2013 : A trip to remember, de Roberto de Angelis
- 2012 : All-in  de Baptiste Bertheuil
- 2012 : Les Nymphes de Cléopâtre, de Morgan Autexier
- 2011 : Les Épousés, de Doris Lanzmann
- 2011 : Ne nous soumets pas à la tentation, de Cheyenne Carron
  - Prix KINEMA - 25e festival FilmFest (Brunswick - Allemagne 2011)
  - Sélection Festival International du cinéma Patrimoine et Prix Henri Langlois (Vincennes - France 2012)
  - Sélection 45e festival HOF (Munich - Allemagne 2011)
- 2010 : L'Immortel, de Richard Berry avec Jean Reno
- 2008 : Night and Day, de Hong Sang Soo

## Théâtre
- 2009 : A Bright Room Called Day de Tony Kushner, Théâtre de la Boutonnière
- 2009 : Closer de Patrick Marber, mise en scène Clémence Le Helloco, Théâtre de la Jonquière
- 2007 : L'Échappée belle, mise en scène de l'auteur Caroline Lachartre,   Théâtre Arniches (Espagne)

## Distinctions
- Vainqueur des Rencontres Théâtrales Méditerranéennes